# Dolný Bar
Dolný Bar (in ungherese Albár) è un comune della Slovacchia facente parte del distretto di Dunajská Streda, nella regione di Trnava.